# Agrotis faticana
Agrotis faticana är en fjärilsart som beskrevs av Otto Staudinger 1894. Agrotis faticana ingår i släktet Agrotis och familjen nattflyn. Inga underarter finns listade i Catalogue of Life.